# زيوة (بيرانشهر)
زيوة هي قرية في مقاطعة بيرانشهر، إيران. عدد سكان هذه القرية هو 1,281 في سنة 2006.